# Amuri füzike
Az amuri füzike (Phylloscopus tenellipes) a verébalakúak (Passeriformes) rendjébe, ezen belül a füzikefélék (Phylloscopidae) családjába és a Phylloscopus nembe tartozó faj. 10-11 centiméter hosszú. Költési területe északkelet-Kína, Észak-Korea és délkelet-Oroszország erdős vidékei, telelni Délkelet-Ázsiába vonul. Többnyire rovarokkal táplálkozik. Májustól júliusig költ.

## Fordítás
- Ez a szócikk részben vagy egészben  a   Pale-legged leaf warbler című angol Wikipédia-szócikk fordításán alapul.  Az eredeti cikk szerkesztőit annak laptörténete sorolja fel. Ez a jelzés csupán a megfogalmazás eredetét és a szerzői jogokat jelzi, nem szolgál a cikkben szereplő információk forrásmegjelöléseként.